# Choice Hotels
Choice Hotels International — американская гостиничная корпорация, основана в 1940 году, когда были открыты первые в мире отели.

## История
Бизнес Choice начался как маркетинговый корпоратив, группа придорожных мотелей из Флориды объединились и сформировали сеть. Действуя под названием Quality Courts United — они стали первой сетью отелей страны — владельцы установили стандарты обслуживания для того, чтобы лучше удовлетворять потребности и ожидания своих гостей. За эти годы, больше отелей присоединились к системе Quality Courts United, которые стали влиятельной силой в гостиничной индустрии и создали стабильную репутацию в обеспечении доступным жильём в удобных и популярных местах. Компания создала богатую историю инноваций, так как она была первой в отрасли, чтобы гарантировать бронирование, В 1954 году впервые в отелях этой компании были введены следующие услуги: круглосуточная работа службы размещения, телефоны в номерах, бассейн, в 1963 году — гарантированное бронирование. В 1983 году первыми работали с глобальными системами бронирования, в 1984 году — первыми предложили номера для некурящих.
На 2012 год :
 — 6023 отеля (нет отелей в России)
 — 502460 номеров в США и более чем в 30 странах и территориях.
За 2011 год +61 отель + 7315 номеров
Главный офис в Северной Дакоте, США